# ميدلفيلد (ماساتشوستس)
ميدلفيلد (بالإنجليزية: Middlefield, Massachusetts)‏ هي بلدة أمريكية تقع في الولايات المتحدة في مقاطعة هامبشاير (ماساتشوستس). يقدر عدد سكانها بـ 521 نسمة ومساحتها 62.6 كم2 وترتفع عن سطح البحر 511 متر.